# Klaus Täuber
Klaus Täuber (* 17. Januar 1958 in Erlangen; † 1. Juli 2023) war ein deutscher Fußballspieler, der nach seiner aktiven Karriere Trainer wurde. Während seiner Karriere hatte Klaus Täuber den Spitznamen Boxer, weil er am selben Tag wie Muhammad Ali Geburtstag hatte und auf dem Platz für Kampf und Einsatz bekannt war. Allerdings sah der für seine harte Spielweise bekannte Täuber in seinen 334 Erst- und Zweitligaspielen nur einmal die Rote Karte.

## Sportliche Laufbahn

### Vereinskarriere
Die fußballerische Laufbahn von Klaus Täuber begann bei der SpVgg Erlangen. Von dort ging es für den Franken 1976 gemeinsam mit seinem älteren Bruder Jürgen zum 1. FC Nürnberg. Im Profifußball debütierte er für den Club 1976/77 in der 2. Bundesliga. Im folgenden Spieljahr war er mit elf Treffern in 30 Spielen maßgeblich am Aufstieg in die Bundesliga beteiligt. Die Nürnberger konnten die Spielklasse aber nicht halten. Nach dem Wiederaufstieg im Jahr 1980, zu dem er neun Treffer in 28 Spielen beitrug, wechselte er in der Frühphase der Saison 1980/81 nach einem weiteren Erstligaspiel für den FCN zu den Stuttgarter Kickers in die 2. Liga. In Schwaben blieb er drei Jahre und schoss 49 Tore im Unterhaus. 1983 wechselte er zum FC Schalke 04, der soeben in die 2. Liga abgestiegen war. Täuber war mit 19 Treffern bester Saisontorschütze, als der Verein im Frühjahr 1984 in die 1. Liga aufstieg. Zudem stand er in den legendären Duellen im DFB-Pokal-Halbfinale 1984 mit Erstligist FC Bayern München auf dem Feld, in denen Schalke zu Hause ein 6:6 nach Verlängerung zu Hause spielte und nach 2:3 in München im Wiederholungsspiel ausschied. In der Bundesliga schoss er in seinem ersten Jahr 18 Tore, die kein anderer Schalker auch nur annähernd erreichte. Auch im Folgejahr war er mit 16 Treffern Schalkes bester Torjäger und zählte zu den Top 5 in der Bundesliga-Torschützenliste.
1987 verkaufte Schalke Täuber zu Bayer 04 Leverkusen. Dort gehörte er zu jener Mannschaft, die 1988 den UEFA-Pokal gewann, wobei er den entscheidenden Elfmeter im Elfmeterschießen des Finalrückspiels gegen Espanyol Barcelona verwandelte. Vorher hatte er kurz nach seiner Einwechslung die Flanke zum 2:0 gegeben und zu Bayers gelungener Aufholjagd des 3-Tore-Rückstands aus dem Hinspiel beigetragen. Insgesamt wurde Klaus Täuber in der höchsten deutschen Spielklasse in 137 Spielen eingesetzt, in denen er 51 Tore erzielte. In der 2. Bundesliga gelangen dem Stürmer 89 Treffer in 197 Partien. Im November 1988 musste Täuber seine aktive Laufbahn beenden, nachdem er im Training eine schwere Bandscheibenverletzung der Halswirbelsäule erlitten hatte. Durch das Karriereaus noch vor Saisonende 1988/89 verpasste er die Halbfinalteilnahme der Leverkusener im nationalen Pokalwettbewerb.

### Spielweise
Klaus Täuber spielte „körperbetont“. Er setzte seinen Körper ein und schonte im Spiel weder sich noch den Gegner. Kollegen aus der Bundesliga wählten ihn bei einer Befragung durch die Zeitschrift Stern einmal zum „größten Klopper der Liga“. Er teilte aus, musste aber auch einiges einstecken. Immer wieder zwangen ihn schwere Verletzungen zu längeren Pausen. Sein Nachruf im Fachblatt kicker Sportmagazin war in Bezug auf sein Leben auf und abseits des Platzes mit der Überschrift „Ein guter Typ, der kein Blatt vor den Mund nahm“ versehen.

## Trainerlaufbahn
Im Anschluss an seine Profikarriere arbeitete Klaus Täuber als Trainer. Er betreute zunächst den FC Rhade und 1992/93 den SSV Jahn Regensburg. Von 1995 bis 2002 war er Trainer der Schalker Amateurmannschaft. Danach wechselte er zum Traditionsclub Schwarz-Weiß Essen, den er auch in der Saison 2005/06 in der Oberliga Nordrhein betreute. Im Februar 2007 löste er mit Ingo Anderbrügge einen anderen ehemaligen Schalke-Profi als Trainer des VfB Hüls ab. Am 2. April 2010 wurde er von seiner Trainertätigkeit entbunden. Zu seinem Nachfolger wurde ein weiterer Ex-Schalker, nämlich der 52-fache Nationalspieler Olaf Thon, ernannt. Ab dem 6. April 2010 betreute Täuber den NRW-Ligisten Westfalia Herne, wo er Anfang März 2011 bereits wieder entlassen wurde.

## Privates
Auch Klaus Täubers Brüder Jürgen und Stephan waren Fußballprofis im Oberhaus des deutschen Fußballs. Sie bilden das einzige Brüdertrio, das in der Bundesliga aktiv war. Beide spielten ebenfalls für Schalke und Nürnberg.
Klaus Täuber starb im Juli 2023 nach langem Leiden im Alter von 65 Jahren an den Folgen einer Krebserkrankung.